# Qazıqurdalı
Qazıqurdalı è un comune dell'Azerbaigian situato nel distretto di Bərdə. Conta una popolazione di 858 abitanti.